# Server-side
Server-side – operacje wykonywane po stronie serwera w połączeniach klient-serwer.
Operacje server-side umożliwiają więc m.in. przetwarzanie i przechowywanie danych niezbędnych do późniejszego udostępnienia wielu użytkownikom.

## Przykład
Jeżeli użytkownik chce edytować stronę Wikipedii, po dokonaniu zmian klika przycisk Zapisz. Wtedy serwer internetowy przetwarza informacje i umieszcza zmienione dane w bazie danych, aby móc udostępnić je innym użytkownikom. Te działania są właśnie przykładem operacji server-side.